# José Luis Abilleira
Abilleira  Balboa est un nom espagnol. Le premier nom de famille, en général paternel, est Abilleira ; le second, en général maternel, souvent omis, est Balboa.
José Luis Abilleira Balboa, né le 27 octobre 1947 à Madrid, est un ancien coureur cycliste professionnel espagnol.

## Palmarès
- 1967
  - 2e du Tour de Cantabrie
- 1969
  -  Champion d'Espagne du contre-la-montre par équipes
  - Clásica a los Puertos
- 1971
  - 1re étape du Tour de La Rioja
  - 3e du Tour de La Rioja
- 1972
  - 3e étape du Tour de Minorque
  - 2e de la Subida a Arrate
  - 2e du GP Pascuas
  - 2e de la Klasika Primavera
  - 3e du Gran Premio Navarra
  - 3e du Trofeo Masferrer
  - 5e de la Semaine catalane
- 1973
  - Prologue du Tour du Levant (contre-la-montre par équipes)
  -  Classement de la montagne du Tour d'Espagne
  - 3ea étape du Tour des Asturies
  - 2e de la Klasika Primavera
  - 2e du Gran Premio Navarra
  - 2e du championnat d'Espagne sur route
  - 3e du Tour du Levant
  - 3e du Gran Premio Nuestra Señora de Oro
  - 3e du GP Llodio
  - 3e du Tour des vallées minières
- 1974
  - Tour d'Espagne :
    -  Classement de la montagne
    -  Classement du combiné

  - 3e du Tour du Levant
  - 3e de la Klasika Primavera
- 1975
  - Prologue du Tour d'Aragon (contre-la-montre par équipes)
  - 3e du championnat d'Espagne de la montagne

## Résultats sur les grands tours

### Tour de France
2 participations
- 1973 : abandon (3e étape)
- 1974 : 60e

### Tour d'Espagne
6 participations
- 1971 : 25e
- 1972 : 22e
- 1973 : 15e, vainqueur du  classement de la montagne
- 1974 : 13e, vainqueur du  classement de la montagne et du  combiné
- 1975 : 22e
- 1976 : abandon (16e étape)